# Ford Windstar
Ford Windstar – samochód osobowy typu van klasy średniej produkowany pod amerykańską marką Ford w latach 1994–2003 oraz jako Ford Freestar w latach 2004–2007.

## Pierwsza generacja

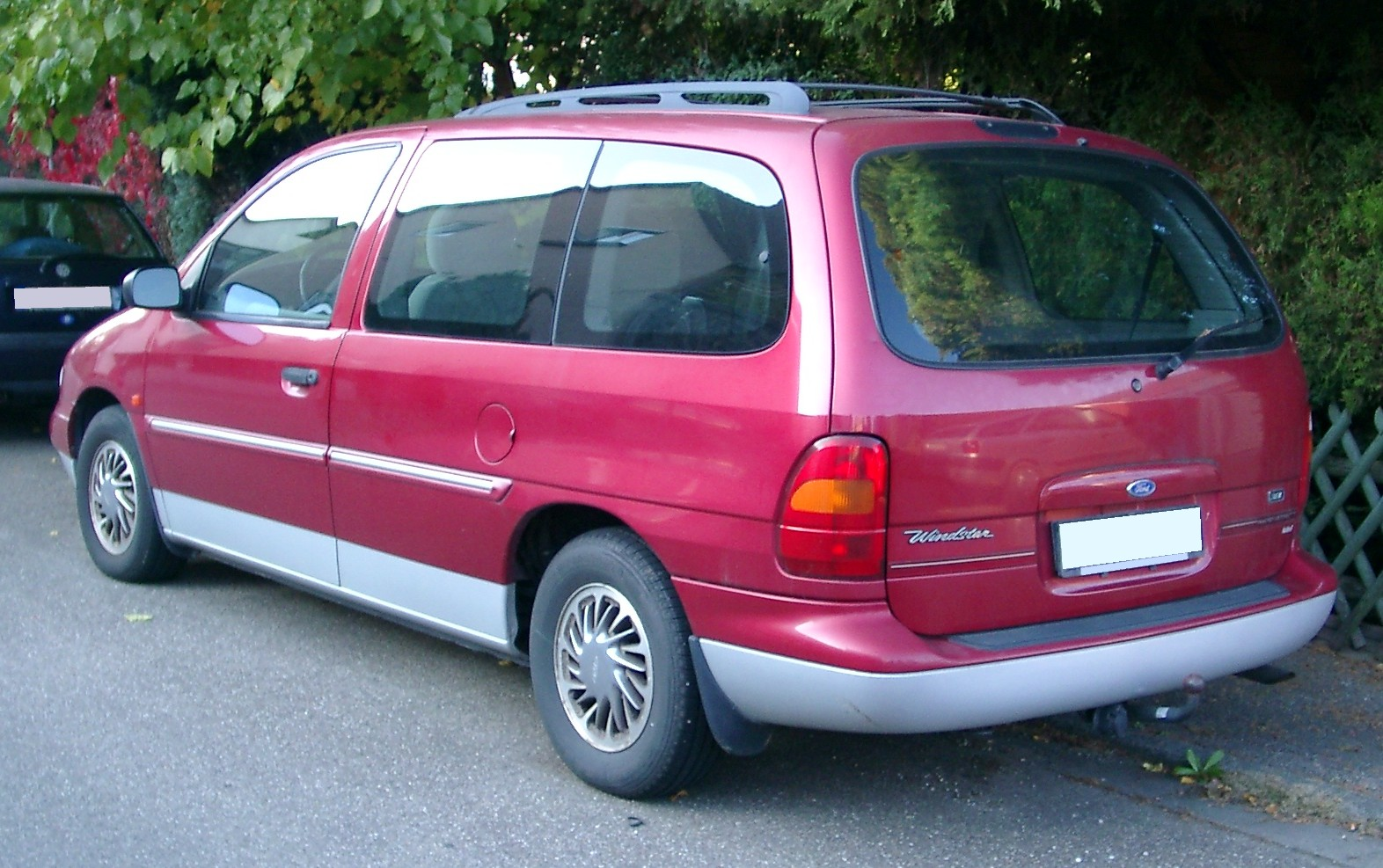
Ford Windstar I – tył

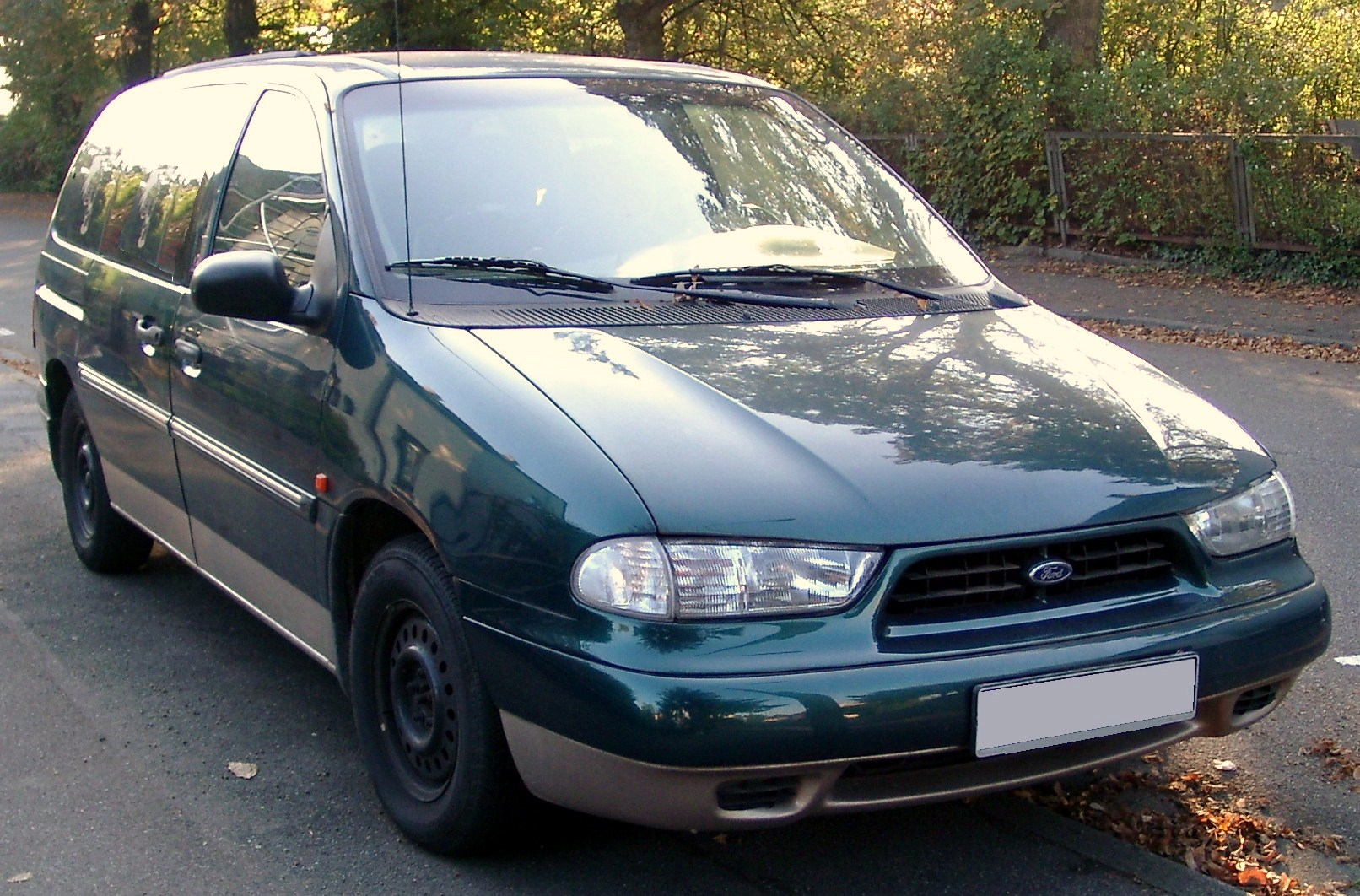
Ford Windstar I po liftingu

Ford Windstar I został zaprezentowany po raz pierwszy w 1994 roku.
Na początku 1994 roku Ford przedstawił nowego, dużego vana, który zastąpił model Aerostar. Samochód powstał na platformie Ford DN5, dzieląc ją także z modelem Taurus.
W przeciwieństwie do poprzednika, Windstar I zyskał krótsze i znacznie niższe nadwozie. Samochód zyskał smuklejsze proporcje, z dłuższą maską i dużym przedziałem pasażerskim w stylu konkurencyjnych modeli m.in. Dodge czy Toyoty. Poza rynkiem Ameryki Północnej, Windstar I oferowany był także w Europie.

### Lifting
W 1997 roku Ford przedstawił Windstara I po modernizacji. W jej ramach zmienił się wygląd zderzaków, pojawiła się większa atrapa chłodnicy i zmodyfikowany kształt reflektorów. Produkcja trwała przez kolejny rok, po czym zaprezentowano zupełnie nowego następcę.

### Wersje wyposażeniowe
- Cargo Van
- GL
- LX
- Limited

### Silniki
- V6 3.0l Vulcan
- V6 3.8l Essex

## Druga generacja

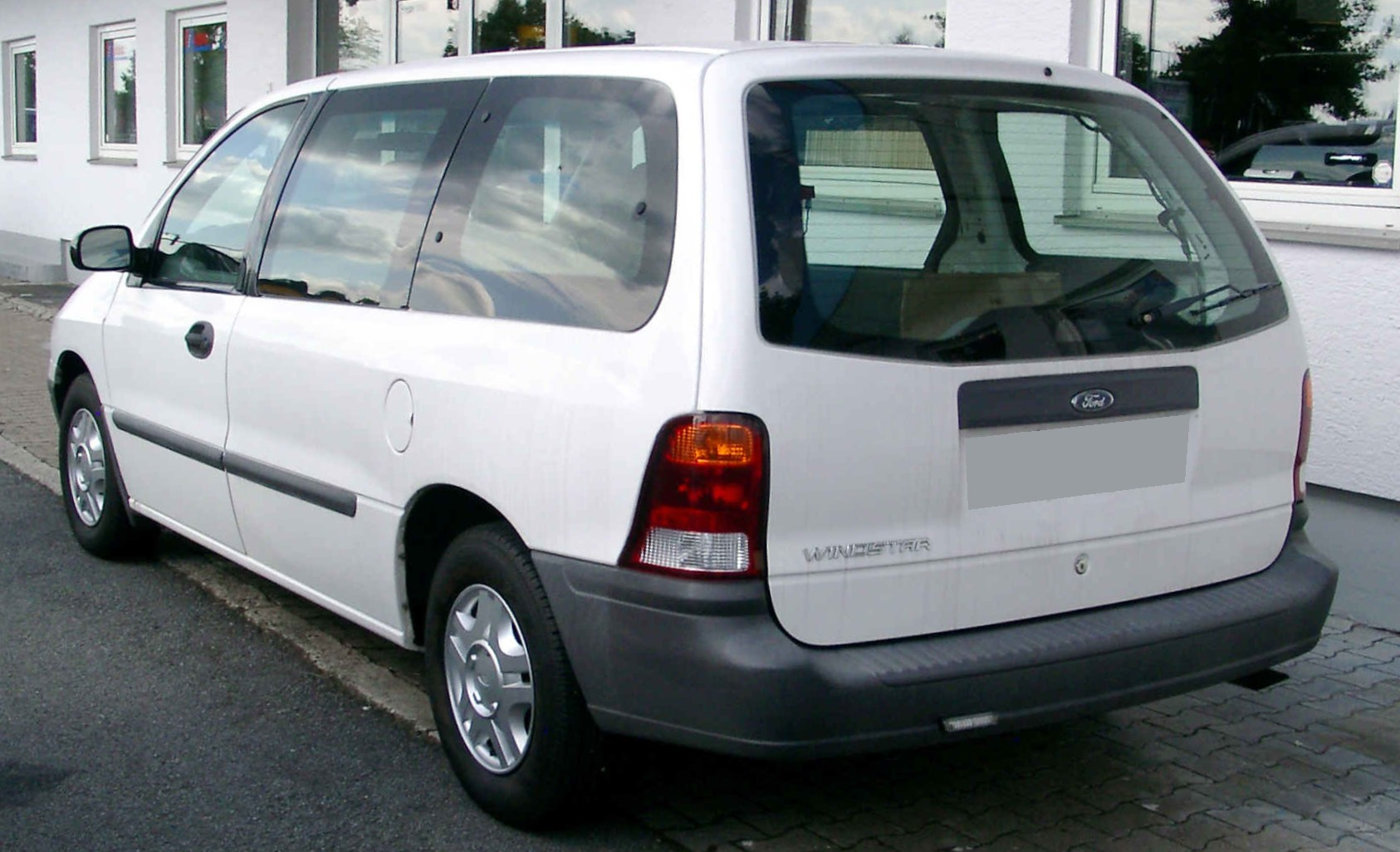
Ford Windstar II – tył

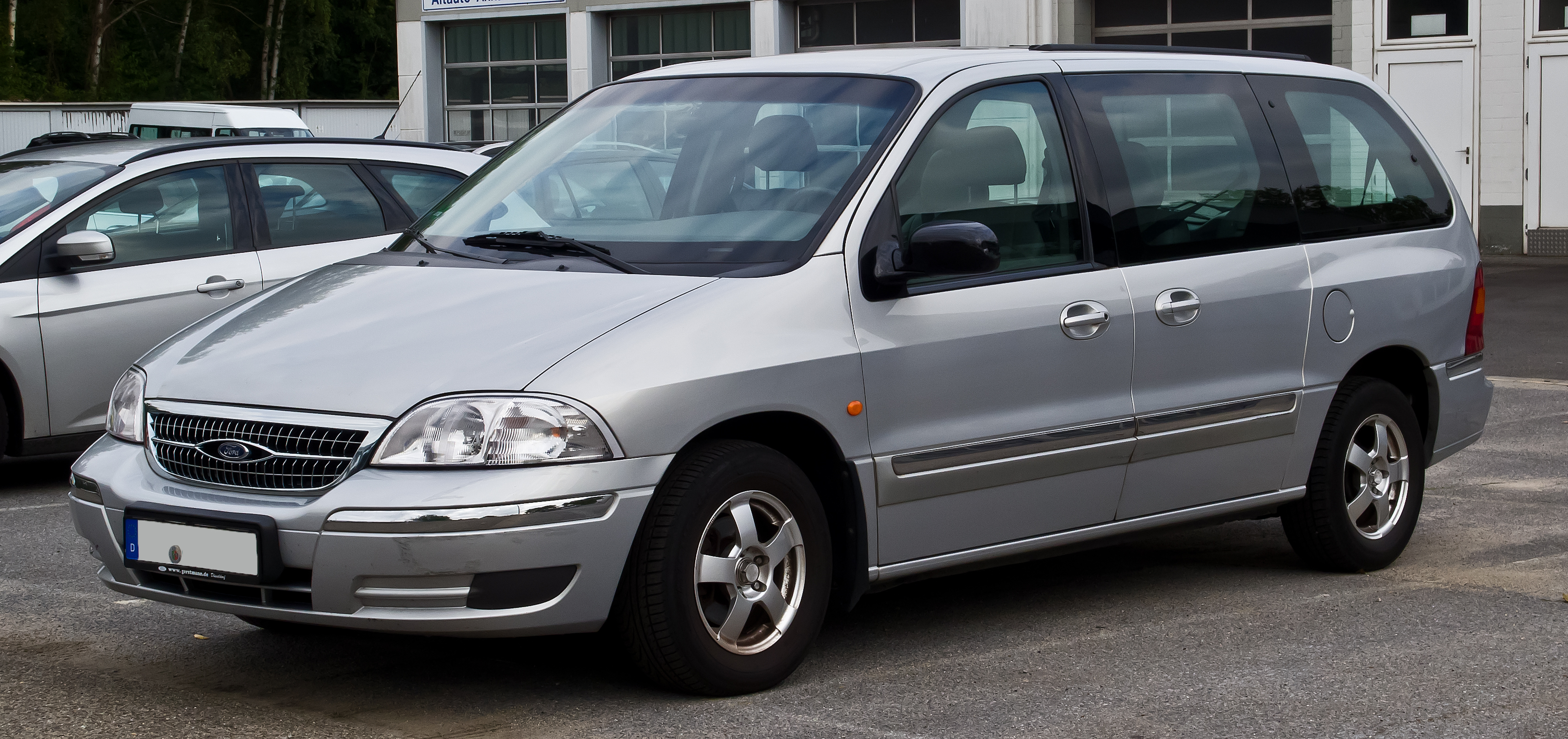
Ford Windstar II po liftingu

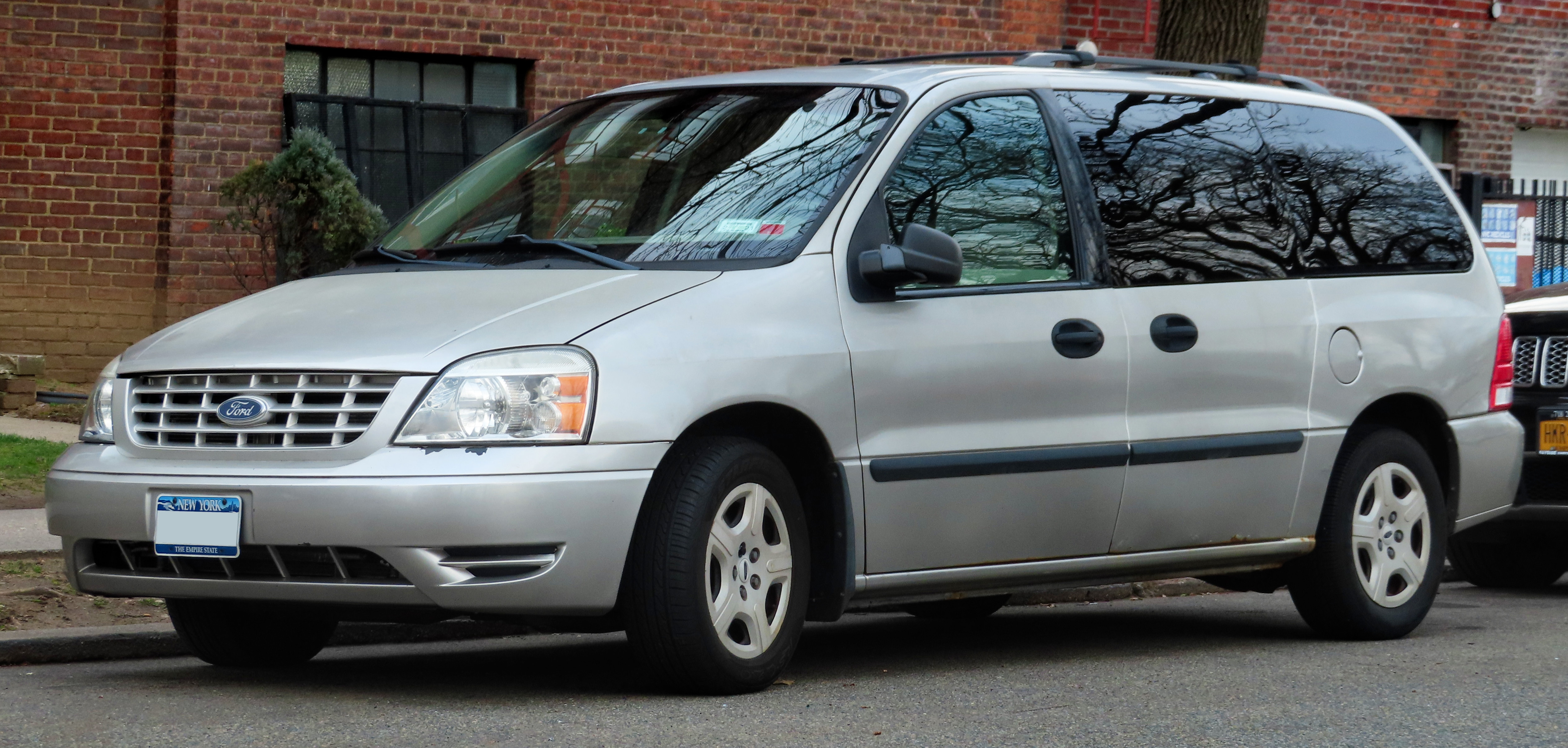
Ford Freestar – model po drugim liftingu

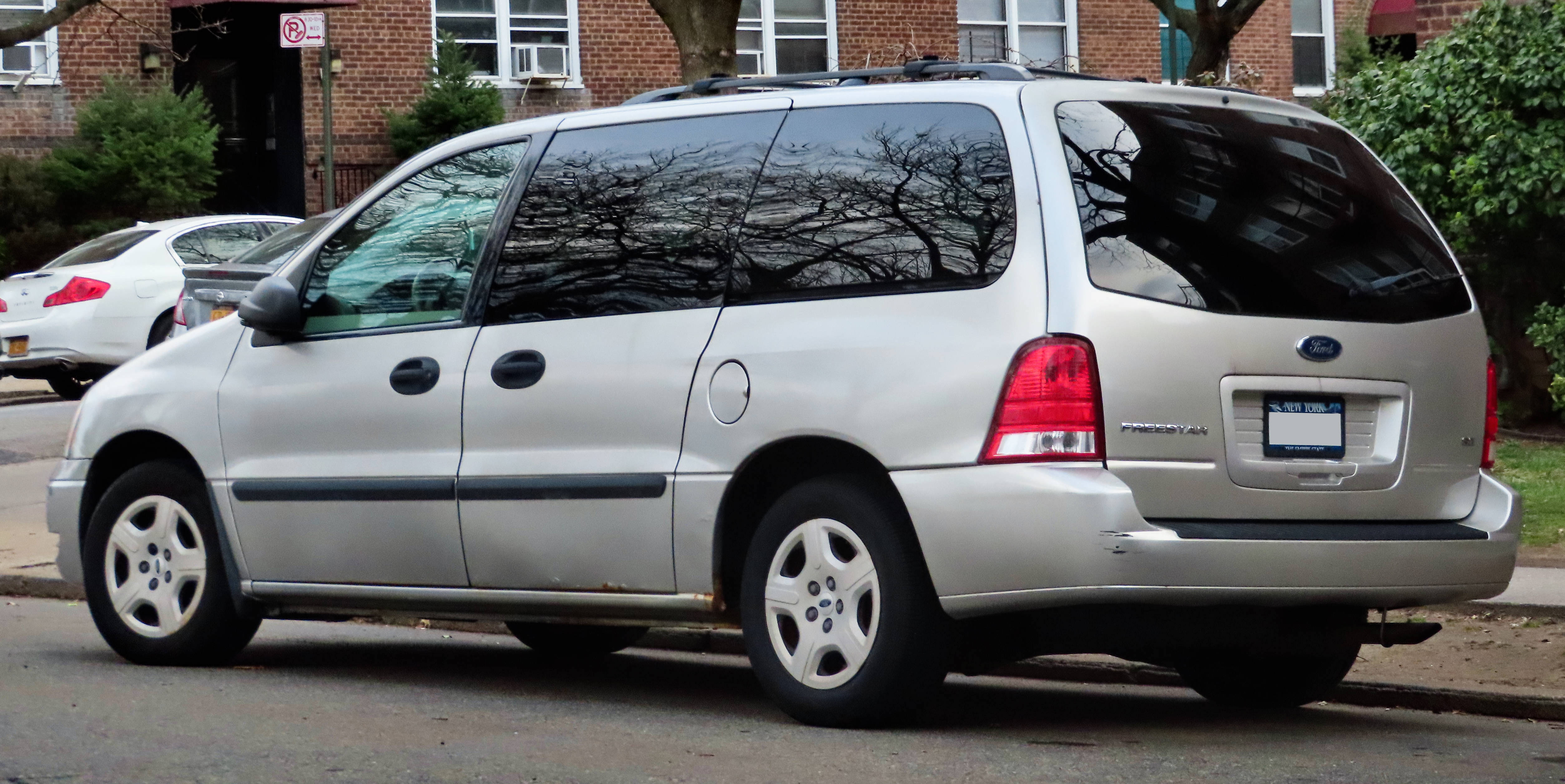
Ford Freestar – tył po liftingu

Ford Windstar II został zaprezentowany po raz pierwszy w 1998 roku.
W połowie 1998 roku Ford przedstawił nową, drugą generację Windstara zbudowaną na nowej platformie Ford V platform. Samochód zyskał znacznie większe i obszerniejsze nadwozie, z bardziej zaokrąglonymi proporcjami i większymi reflektorami. Windstar II zyskał też wyraźniej zaznaczone nadkola, a także większą atrapę chłodnicy. Podobnie jak poprzednik, druga generacja dużego vana Forda oferowana była także na wybranych rynkach Europy Zachodniej.

### Lifting
Pierwszą modernizację Ford Windstar II przeszedł w 2001 roku. W jej ramach nieznacznie zmodyfikowany został układ atrapy chłodnicy, a także wygląd zderzaków.

### Drugi lifting i zmiana nazwy
Pod koniec 2003 roku Ford przedstawił gruntownie zmodernizowany model, który w ramach nowej polityki nazewniczej marki otrzymał nową nazwę – Ford Freestar. Ponadto, pojazd przeszedł obszerną restylizację zarówno pod kątem stylistyki nadwozia, jak i wystroju kabiny pasażerskiej, kokpitu i rozwiązań technicznych.
Ford Freestar zyskał zupełnie inaczej stylizowaną przednią część nadwozia z nowymi reflektorami, a także odświeżone wkłady tylnych lamp i inny wzór zderzaków. W ofercie pojawiły się nowe silniki o pojemności 3,9 l (193 KM) i 4,2 l (201 KM) sprzężone z czterostopniową automatyczną skrzynią biegów.
Produkcja trwała przez kolejne 3 lata, kończąc się w grudniu 2006 roku na rzecz nowego modelu – crossovera Flex.

### Wersje wyposażeniowe
- Cargo Van
- LX
- SE
- SE Sport
- SEL
- Limited

### Dane techniczne
- Silnik

| Silnik   | Pojemność | Moc maksymalna                     | Maks. moment obrotowy     |
| -------- | --------- | ---------------------------------- | ------------------------- |
| 3,9 l V6 | 3802 cm³  | 193 KM (144 kW) przy 4750 obr./min | 325 Nm przy 3750 obr./min |
| 4,2 l V6 | 4195 cm³  | 201 KM (144 kW) przy 4250 obr./min | 357 Nm przy 3650 obr./min |